# 北岡夢子 夢子の夢飛行
北岡夢子 夢子の夢飛行（きたおかゆめこ ゆめこのゆめひこう）は、1988年10月から1990年3月まで放送されていたラジオ番組。

## 概要
本番組が始まった年の4月6日にシングル『憧憬』でデビューした北岡夢子のメインパーソナリティ番組。親局の出力が5kwである地方局のみで放送されていた『シンセン☆キラキラナイト』の月曜日で放送。キー局を持たない番組制作会社製作の番組だった。
芸名通り「夢」をテーマにした構成の番組で、はがき採用者には全員にテレホンカード、シャープペンシル、ボールペン、ポスター、写真集などの「夢子グッズ」が贈られていた。ただ、何が贈られてくるかは届くまでわからないものだったという。リスナー層は16〜17歳くらいの高校生男子が一番多く、女子からのはがきは2〜3割ほど。20代半ばの常連リスナーが2人ほどいたという。

## 主なコーナー・企画
夢子先生の夢占い
- リスナーが見た夢の話を募集[1]。

夢・夢・クラブ
- BGMに乗せて詩を朗読[1]。

どっかーん自爆コーナー
- リスナーからドジ話を募集して紹介[1]。

夢子の育児相談室
- 北岡自身がかつて保育士に憧れていたことから出来た、育児相談などのコーナー。1989年に入ってからスタート[1]。

角出せ、槍出せ、頭出せ
- リスナーの頭に来たことのエピソードを募集、番組中でその憂さを晴らすコーナー。1989年6月頃スタート[3]。

夢子の占い専科
- リスナーの夢を占うコーナー。このコーナーでは北岡の中に棲む正体不明の「夢の主」が登場して一緒に占っていた。1989年6月頃スタート[3][4]。

北岡商店寄せ鍋コーナー
- 色々なことに挑戦するという趣旨の元[5]、はがきの内容は何でもありで募集していたコーナー。1989年6月頃スタート[3]。このコーナーから新たなコーナーを作るという、その案も募集していた[6]。怪談を紹介する時は、怖い話が苦手な北岡が泣きながら読んだということがあった[4]。また、このコーナーのNG特集が組まれたことがあった[5]。

日本残酷物語
- 日本の昔話をパロディー化して朗読。北岡が様々な登場人物を演じた[7]。

夢子のもっといじめて
- リスナーから、答えるのに困ってしまうような難しい問題・クイズを募集。1989年11月頃スタート[2][8]。このコーナー内で「夢子のものまねベスト5」の企画を作り、ものまねリクエストに応えていたこともあった[9]。

おとぼけ流行物ニュース
- リスナーの身の周り、家庭や学校で流行っている出来事、事柄や言葉などを募集して紹介[2]。

チャキチャキベスト5
突然コール
- 本番組後期の頃には、はがきに電話番号を書き添えている中から選ばれたリスナーに、北岡から直接そのリスナーに電話をしていた[8][10]。

## ネット局
以下の局は全て月曜日の放送。なお『シンセン☆キラキラナイト』の枠外で、本番組を単独でネットしていた局は無かった。その他、放送時間などの詳細はシンセン☆キラキラナイト#ネット局を参照。
- 秋田放送 （24:00 - 25:00）
- 山形放送 （20:00 - 21:00、1988年10月 - 1989年3月の間のみ）
- 福井放送 （22:30 - 23:00）
- 山口放送 （23:00 - 23:20）
- 高知放送 （24:30 - 25:00）